# 格蘭特維爾 (喬治亞州)
格蘭特維爾（英語：Grantville）是一個位於美國喬治亞州考維塔縣的城市。

## 地理
格蘭特維爾的座標為33°14′14″N 84°49′37″W / 33.23722°N 84.82694°W，而該地的平均海拔高度為265米（即869英尺）。

## 人口
根據2010年美國人口普查的數據，格蘭特維爾的面積為14.51平方千米，當中陸地面積為14.46平方千米，而水域面積為0.05平方千米。當地共有人口3041人，而人口密度為每平方千米209人。